# 広本葉子
広本 葉子（ひろもと ようこ、1961年1月29日 -）は日本のキーボーディスト、編曲家。北海道出身。夫はドラマーの阿部薫。

## 概要
1988年にバンド"NONSECT（ノンセクト）"のキーボード奏者として日本コロムビアよりメジャー・デビュー。その後バンドは解散するが、それと前後して1988年～1992年の前半まで、B'zのライブでのキーボード、レコーディングなどでコーラスを担当。その後も音楽活動（楽曲提供中心）を続けている。1991年に発売されたB'zのビデオグラム『JUST ANOTHER LIFE』の中には広本がB'zメンバーである稲葉浩志や松本孝弘らと、ゴルフを楽しむ様子も映し出されている。B'zのサポートメンバー終了後は、水島由紀子等の作品で編曲を行った。